# Silbersee (Speyer)
Der Silbersee gehört zu den acht zum Zweck der Kiesgewinnung ausgebaggerten Seen im Binsfeld. Er liegt im nördlichsten Teil der Rheinniederung von Speyer und gehört zum Stadtteil Speyer-Nord.
Der Silbersee ist mit 6 ha der kleinste der acht Binsfeldseen. Er ist 13 Meter tief.
Er liegt nördlich des Sees Binsfeld, zwischen dem Biersiedersee im Westen und dem nördlichen Teil des Gänsedrecksees im Osten.
Der Silbersee ist zur Gänze an den Windsurfclub Speyer vermietet. Weitere Nutzungen sind nicht zugelassen.
Nördlich des Silbersees ist ein großer öffentlicher Parkplatz, der zur Badesaison gebührenpflichtig ist. Er ist über die Kreisstraße 2 im Norden angeschlossen. Dieser Weg ist ab den Seen beschrankt und verläuft zwischen Gänsedrecksee und Silbersee weiter. Am südlichen Ende des Silbersees biegt er nach Westen ab und verläuft zwischen dem See Binsfeld im Süden und den Südufern von Silbersee und Biersiedersee bis zum Wildentenweg. Früher wurde über diesen Weg der gewonnene Kies und Kiessand abtransportiert.

## Rechtsgrundlagen
- Rechtsverordnung über die Regelung des Gemeingebrauches an Gewässern im Naherholungsgebiet „Im Binsfeld“ in der Gemarkung Speyer